# Eragon (film)
Eragon è un film del 2006 diretto da Stefen Fangmeier. La pellicola è tratta dal romanzo Eragon di Christopher Paolini, primo volume del Ciclo dell'Eredità, sebbene la trama non abbia quasi nulla a vedere con l'opera originale.
Il film è uscito nelle sale negli USA il 15 dicembre 2006, mentre in Italia è uscito il 22 dicembre 2006.

## Trama
La spaventosa e bellissima terra di Alagaësia sta attraversando un periodo oscuro a causa della caduta dei Cavalieri dei Draghi, traditi da uno di loro,  Galbatorix, divenuto sovrano incontrastato.
Un giorno, l'elfa Arya, alleata dei Varden, una comunità di ribelli nemici del re, ruba una pietra magica e riesce ad impedire allo spettro-stregone Durza, un potente alleato di Galbatorix, di riprenderla. A trovarla è Eragon, un ragazzo di 17 anni, che vive in una fattoria insieme allo zio Garrow e al cugino Roran.
Eragon scopre che la pietra è in realtà un uovo di drago e, non appena vi entra in contatto, sul suo palmo appare un segno magico. Diverse persone in tutta Alagaësia percepiscono questo contatto, inclusi Arya, Brom e lo stesso Galbatorix. Eragon apprende maggiori informazioni sui draghi e sui Cavalieri dei draghi ascoltando le storie di Brom, il misterioso cantastorie del villaggio. Eragon protegge e nutre il drago, le insegna a volare e la osserva crescere a un'innaturale velocità: i due instaurano un legame emotivo e mentale, essendo il drago in grado di comunicare telepaticamente, mezzo attraverso cui comunica al ragazzo il suo nome: Saphira. 
Durante una cavalcata in cui sia Eragon che Saphira sono lontani da casa, i mostruosi tirapiedi dello spettro Durza, i Ra'zac, arrivano al villaggio per cercare il drago e il cavaliere. Ricevono informazioni che li conducono alla fattoria di Eragon e della sua famiglia e lì trovano e uccidono lo zio di Eragon, Garrow. 
Eragon viene portato via da Carvahall da Brom, che conosce il suo segreto e si prende l'impegno di addestrarlo, istruirlo e condurlo dai Varden, dove sarà al sicuro.
Eragon e Brom arrivano a Daret, dove durante uno scontro il ragazzo scopre accidentalmente di possedere dei poteri magici. Durante il viaggio impara a cavalcare Saphira con sempre maggiore abilità e ricorrendo a una sella fornitagli dallo stesso Brom.
Durante l'addestramento Eragon scorge sulla mano di Brom lo stesso segno comparso al momento del suo primo contatto con Saphira, deducendo quindi che il cantastorie sia in realtà un Cavaliere dei Draghi. Brom ammette la dolorosa verità, rivelando anche la tragica sorte spettata al suo amato drago, caduto per mano del rinnegato Morzan, un cavaliere al servizio di Galbatorix.
Durza per catturare Eragon escogita un tranello: evocando Arya in un sogno lo induce a recarsi nella città di Gil'ead per salvarla. Cade quindi in un'imboscata e Brom rimane gravemente ferito per salvarlo e, prima che lo spettro possa uccidere Eragon, interviene Murtagh che aiuta il Cavaliere a scappare dalla prigione. Brom muore poco dopo in groppa a Saphira a causa delle ferite, non prima di aver donato a Eragon la sua spada rosso cremisi, Zar'roc, appartenuta a Morzan.
Eragon, Murtagh e Arya scappano quindi verso i Varden, guidati da quest'ultima: nonostante lo stato di coma indotto dal veleno di Durza, infatti, Arya è in grado di comunicare telepaticamente con Eragon. I quattro raggiungono così i Varden dove combattono la battaglia finale contro l'esercito di Galbatorix, guidato da Durza: Eragon riesce a uccidere lo spettro con un colpo al cuore (l'unico modo per uccidere uno spettro) vendicando così la morte di Brom, ma perde l'equilibrio e cade dalla sella di Saphira.
Eragon si sveglia mentre Arya sta tornando a Ellesmera e si affretta per raggiungerla. Dopo essersi salutati, Arya prosegue il suo viaggio, mentre Eragon torna dai Varden per festeggiare il loro primo trionfo sul Re. Intanto Galbatorix, venuto a conoscenza del fallimento di Durza, giura vendetta e, nel tendere un drappo nella sala reale, disvela il suo spaventoso drago.

## Produzione
Per la parte di Eragon, ovvero il protagonista, inizialmente la produzione aveva pensato a Elijah Wood e Shia LaBeouf, mentre per la parte di Brom a Ian McKellen. Successivamente il ruolo di Eragon fu dato a Ed Speleers e quello di Brom a Jeremy Irons.
Le riprese del film sono iniziate il 1º agosto 2005 e sono terminate nel settembre 2005; si sono svolte a Budapest in Ungheria e a Vancouver in Canada. Il primo trailer della pellicola fu presentato a settembre 2006. Il budget per la realizzazione del film è stato di circa 100000000 $. Una parte della colonna sonora è cantata da Avril Lavigne, con la canzone Keep Holding On, scritta appositamente per il film.

## Colonna sonora
La colonna sonora del film è stata composta da Patrick Doyle, che ha realizzato anche le musiche di Harry Potter e il calice di fuoco. Anche Avril Lavigne ha registrato un brano per il film, intitolato "Keep Holding On", che è presente nei titoli di coda e nella colonna sonora. Il brano è stato pubblicato come singolo nel 2006 (e in seguito come traccia per il suo album del 2007 The Best Damn Thing) e ha raggiunto la posizione 17 nella classifica dei singoli Billboard Hot 100 negli Stati Uniti.

### Tracce
1. Eragon
2. Roran Leaves
3. Saphira's First Flight
4. Ra'zac
5. Burning Farm
6. Fortune Teller
7. If You Were Flying
8. Brom's Story
9. Durza
10. Passing the Flame
11. Battle for Varden
12. Together
13. Saphira Returns
14. Legend of Eragon
15. Avril Lavigne – Keep Holding On (Avril Lavigne, Lukasz "Dr. Luke" Gottwald)
16. Jem – Once in Every Lifetime

## Distribuzione

### Edizione home video
Il 28 marzo 2007 è stato messo nel mercato italiano il film in VHS e DVD disponibile nelle edizione disco singolo e doppio e anche in alta definizione Blu-ray Disc. È l'ultimo film stampato in VHS in Europa prima che il formato venisse abbandonato dalle case distributrici.

## Accoglienza

### Incassi
Il film è riuscito ad avere un buon incasso internazionale, circa 250800000 $, tra i più alti del 2006. Negli USA il film ha incassato 75030163 $. In Italia il film è riuscito ad essere il più visto durante le festività natalizie, incassando circa 9950356 €.

### Critica
Il film è stato accolto in maniera principalmente negativa da parte della critica: sul sito Rotten Tomatoes detiene un indice di gradimento del 16%, mentre su MyMovies ha ottenuto come voto 2,1/5.
La rivista britannica Empire ha collocato il film al 36º posto nella lista dei 50 film peggiori di sempre votati dai lettori, che lamentano soprattutto le innumerevoli incongruenze e differenze fra Eragon e la sua trasposizione cinematografica, con la trama e il destino dei personaggi notevolmente modificati.